# Garibolo
Garibolo va ser una revista de còmic amb periodicitat setmanal, editada des de novembre de 1986 fins a juliol de 1987 per l'editorial Compañia General de Ediciones S.A. La revista va sorgir l'any 1987 després de la desaparició de l'Editorial Bruguera, quan diversos dibuixants de còmic, de l'Escola Bruguera van abandonar l'editorial Bruguera i van muntar la seva pròpia empresa per poder publicar una revista de comics, de la mateixa manera que va succeir amb la revista "Guai! " d'Editorial Grijalbo.

## Història de la publicació
A la nova empresa i a la creació de la nova revista de còmics, entre els autors que es van sumar al projecte i havien Manuel Vázquez amb Tita&Nic i Gú-Gú, Ramon Maria Casanyes amb Paco Tecla y Lafayette, Esegé, Gosset i Miguel i J.Cos entre d'altres. A més, l'editorial va llançar una altra revista de còmic anomenada Bichos.
Garibolo, va comptar amb una campanya publicitària a la televisió sota l'eslògan Manolo...el Garibolo!. Tanmateix, el declivi de les revistes de còmic a Catalunya i Espanya a finals dels anys 1980 i després de la fallida de Bruguera va propiciar la desaparició de la revista el juliol de 1987, amb tan sols 23 números publicats. La majoria dels autors de Garibolo van marxar a la recentment creada Ediciones B del Grupo Zeta, que va aconseguir els drets de Bruguera.

## Contingut
La majoria de les historietes publicades a Garibolo seguien l'estructura de les publicacions de còmic infantil de Bruguera, com Pulgarcito o Mortadelo. En aquest sentit, moltes de les historietes eren continuacions d'anteriors còmics amb lleugers canvis de nom o imatge en els protagonistes, perquè Bruguera tenia els drets d'autor sobre els anteriors personatges que publicaven. Un exemple és Tita&Nic de Vázquez, adaptació de Ana y Cleto que al seu torn era una variació de Anacleto, agente secreto.

## Dades de Publicació
La revista s'edita amb format quadern. Enquadernada amb grapa, d'unes dimensions de 26,5 x 18,5 cm. El nombre de pàgines va variar al llarg de la publicació, així doncs va passar de les 52 a les 44 i finalment a les 36 pàgines.
Fixa de la Publicació.
| Nom      | Format  | Enquadernació | Mides          | Numeros | Pagines      | Periodicitat |
| -------- | ------- | ------------- | -------------- | ------- | ------------ | ------------ |
| Garibolo | Quadern | Grapa         | 26,5 x 18,5 cm | 23      | 52 / 44 / 36 | Setmanal     |

A més de la revista, també s'editaren àlbums de còmic, amb el mateix nom i un afegitó, com; Garibolo especial i Garibolo Star. Aquests àlbums eren amb format llibre, enquadernats en rústica, d'unes mides de 26 x 18 cm, 48 pàgines, més cobertes i eren una recopilació de les sèries que a la revista, es publicaven per entregues.
Fixa de la Publicació.
| Nom               | Format | Enquadernació | Mides      | Numeros | Pagines       | Periodicitat |
| ----------------- | ------ | ------------- | ---------- | ------- | ------------- | ------------ |
| Garibolo Especial | Llibre | en rústica    | 26 x 18 cm | 5       | 48 + cobertes | Sense dades  |

Una altra de les publicacions amb el nom de Garibolo, a la seva capçalera fou. Festival Garibolo, aquests àlbums, eren enquadernats en rústica, d'unes mides de 26 x 19 cm, i eren una recopilació de la revista.
Fixa de la Publicació.
| Nom               | Format | Enquadernació | Mides      | Numeros | Pagines     | Periodicitat |
| ----------------- | ------ | ------------- | ---------- | ------- | ----------- | ------------ |
| Festival Garibolo | Llibre | en rústica    | 26 x 19 cm | 4       | Sense Dades | Setmanal     |